# Малый Таштып
Малый Таштып — река в Хакасии, приток реки Таштып. Длина — 45 км.
Истоки — на западном склоне Абаканского хребта, на границе с Кемеровской области.
Имеет 4 левых притока, 1 — правый. Расположена в труднодоступной горно-таёжной местности на территории Таштыпского района.
Высота устья — около 560 м над уровнем моря.